# Collandres
Collandres est une commune française, située dans le département du Cantal en région Auvergne-Rhône-Alpes.

## Géographie
Offrant un panorama sur la vallée de la Véronne et le plateau du Cézallier, porte d'entrée du plateau de Trizac, le bourg de Collandres se situe à une altitude de 1 080 m. Au sud, le suc de Rond (en auvergnat, Puech Redoun), haut de 1 580 m, domine le plateau peuplé de nombreuses gentianes.
La commune est également arrosée par la Sumène et son affluent le ruisseau du Cheylat.

### Communes limitrophes
Les communes limitrophes sont  Apchon, Cheylade, Le Falgoux, Le Vaulmier, Riom-ès-Montagnes, Saint-Hippolyte, Trizac et Valette.
| Valette     | Riom-ès-Montagnes | Apchon          |
| Trizac      | Collandres        | Saint-Hyppolyte |
| Le Vaulmier | Le Falgoux        | Cheylade        |

### Climat
Pour des articles plus généraux, voir Climat d'Auvergne-Rhône-Alpes et Climat du Cantal.
En 2010, le climat de la commune est de type climat de montagne, selon une étude du CNRS s'appuyant sur une série de données couvrant la période 1971-2000. En 2020, Météo-France publie une typologie des climats de la France métropolitaine dans laquelle la commune est exposée à un climat de montagne ou de marges de montagne et est dans la région climatique  Ouest et nord-ouest du Massif Central, caractérisée par une pluviométrie annuelle de 900 à 1 500 mm, maximale en automne et en hiver. 
Pour la période 1971-2000, la température annuelle moyenne est de 7,7 °C, avec une amplitude thermique annuelle de 14,6 °C. Le cumul annuel moyen de précipitations est de 1 505 mm, avec 13,5 jours de précipitations en janvier et 9,3 jours en juillet. Pour la période 1991-2020, la température moyenne annuelle observée sur la station météorologique de Météo-France la plus proche, « Riom-Montagnes »sur la commune de Riom-ès-Montagnes à 5 km à vol d'oiseau, est de 9,7 °C et le cumul annuel moyen de précipitations est de 1 221,4 mm,. Pour l'avenir, les paramètres climatiques de la commune estimés pour 2050 selon différents scénarios d'émission de gaz à effet de serre sont consultables sur un site dédié publié par Météo-France en novembre 2022.

## Urbanisme

### Typologie
Au 1er janvier 2024, Collandres est catégorisée commune rurale à habitat très dispersé, selon la nouvelle grille communale de densité à 7 niveaux définie par l'Insee en 2022.
Elle est située hors unité urbaine et hors attraction des villes,.

### Occupation des sols
L'occupation des sols de la commune, telle qu'elle ressort de la base de données européenne d’occupation biophysique des sols Corine Land Cover (CLC), est marquée par l'importance des forêts et milieux semi-naturels (78 % en 2018), en augmentation par rapport à 1990 (73 %). La répartition détaillée en 2018 est la suivante : milieux à végétation arbustive et/ou herbacée (61,1 %), prairies (18,6 %), forêts (16,9 %), zones agricoles hétérogènes (2,8 %), zones humides intérieures (0,7 %). L'évolution de l’occupation des sols de la commune et de ses infrastructures peut être observée sur les différentes représentations cartographiques du territoire : la carte de Cassini (XVIIIe siècle), la carte d'état-major (1820-1866) et les cartes ou photos aériennes de l'IGN pour la période actuelle (1950 à aujourd'hui).

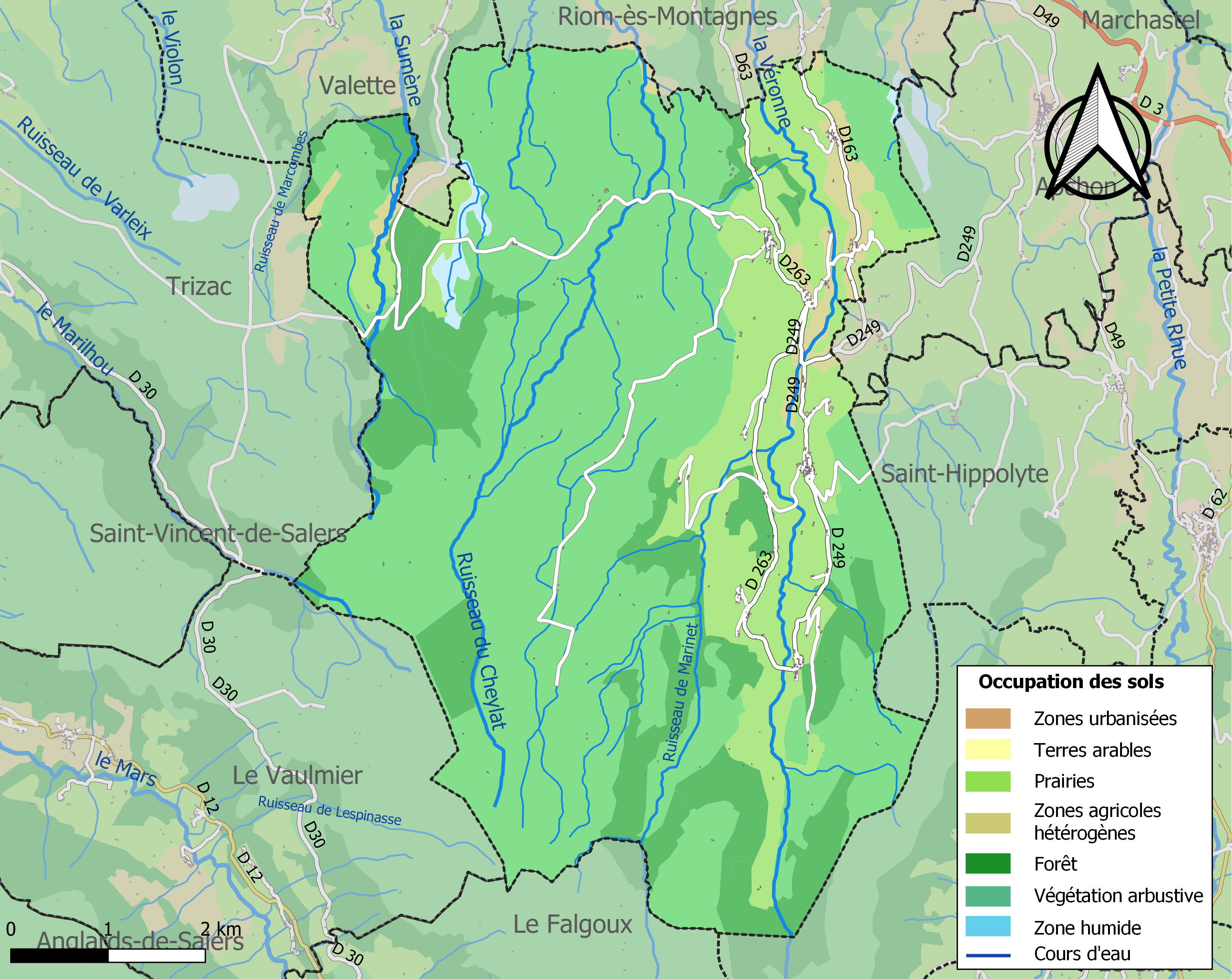
Carte des infrastructures et de l'occupation des sols de la commune en 2018 (CLC).

### Habitat et logement
En 2018, le nombre total de logements dans la commune était de 167, alors qu'il était de 163 en 2013 et de 161 en 2008.
Parmi ces logements, 47,9 % étaient des résidences principales, 30,5 % des résidences secondaires et 21,6 % des logements vacants. Ces logements étaient pour 96,4 % d'entre eux des maisons individuelles et pour 3,6 % des appartements.
Le tableau ci-dessous présente la typologie des logements à Collandres en 2018 en comparaison avec celle du Cantal et de la France entière. Une caractéristique marquante du parc de logements est ainsi une proportion de résidences secondaires et logements occasionnels (30,5 %) supérieure à celle du département (20,4 %) et à celle de la France entière (9,7 %). Concernant le statut d'occupation de ces logements, 78,8 % des habitants de la commune sont propriétaires de leur logement (81,5 % en 2013), contre 70,4 % pour le Cantal et 57,5 pour la France entière.
| Typologie                                               | Collandres | Cantal | France entière |
| ------------------------------------------------------- | ---------- | ------ | -------------- |
| Résidences principales (en %)                           | 47,9       | 67,7   | 82,1           |
| Résidences secondaires et logements occasionnels (en %) | 30,5       | 20,4   | 9,7            |
| Logements vacants (en %)                                | 21,6       | 11,9   | 8,2            |

## Toponymie
Le nom de la localité est attesté sous les formes Colandre en 1333 (hommage à l'évêque de Clermont) ; Calandre en 1443 (archives municipales de Saint-Flour) ; Colandres en 1513 (terrier d'Apchon) ; Collandrez en 1608 (minutes Danty notaire) ; Collandres en 1663 (état civil de Salers) ; Coulandres en 1673 (état civil de Menet) et Collandre en 1687 (état civil de Murat),.

## Politique et administration

### Découpage territorial
La commune de Collandres est membre de la communauté de communes du Pays Gentiane, un établissement public de coopération intercommunale (EPCI) à fiscalité propre créé le 29 décembre 1993 dont le siège est à Riom-ès-Montagnes. Ce dernier est par ailleurs membre d'autres groupements intercommunaux.
Sur le plan administratif, elle est rattachée à l'arrondissement de Mauriac, à la circonscription administrative de l'État du Cantal et à la région Auvergne-Rhône-Alpes.
Sur le plan électoral, elle dépend du canton de Riom-ès-Montagnes pour l'élection des conseillers départementaux, depuis le redécoupage cantonal de 2014 entré en vigueur en 2015, et de la deuxième circonscription du Cantal  pour les élections législatives, depuis le dernier découpage électoral de 2010.

### Liste des maires
| Période                                  | Période                    | Identité      | Étiquette | Qualité                                                                                    |
| ---------------------------------------- | -------------------------- | ------------- | --------- | ------------------------------------------------------------------------------------------ |
| Les données manquantes sont à compléter. |                            |               |           |                                                                                            |
| mars 1977                                | En cours (au 11 août 2020) | Charles Rodde | DVD       | Retraité de l'enseignement Conseiller départemental du canton de Riom-ès-Montagnes (2015-) |

## Démographie
L'évolution du nombre d'habitants est connue à travers les recensements de la population effectués dans la commune depuis 1793. Pour les communes de moins de 10 000 habitants, une enquête de recensement portant sur toute la population est réalisée tous les cinq ans, les populations de référence des années intermédiaires étant quant à elles estimées par interpolation ou extrapolation. Pour la commune, le premier recensement exhaustif entrant dans le cadre du nouveau dispositif a été réalisé en 2008.

En 2022, la commune comptait 157 habitants, en évolution de +5,37 % par rapport à 2016 (Cantal : −1,08 %, France hors Mayotte : +2,11 %).
| 1793 | 1800 | 1806  | 1821 | 1831 | 1836  | 1841 | 1846  | 1851 |
| ---- | ---- | ----- | ---- | ---- | ----- | ---- | ----- | ---- |
| 770  | 695  | 1 012 | 944  | 986  | 1 022 | 906  | 1 033 | 842  |

| 1856 | 1861 | 1866 | 1872 | 1876 | 1881 | 1886 | 1891 | 1896 |
| ---- | ---- | ---- | ---- | ---- | ---- | ---- | ---- | ---- |
| 904  | 835  | 836  | 809  | 827  | 847  | 829  | 735  | 859  |

| 1901 | 1906 | 1911 | 1921 | 1926 | 1931 | 1936 | 1946 | 1954 |
| ---- | ---- | ---- | ---- | ---- | ---- | ---- | ---- | ---- |
| 863  | 734  | 690  | 598  | 581  | 603  | 585  | 480  | 519  |

| 1962 | 1968 | 1975 | 1982 | 1990 | 1999 | 2006 | 2008 | 2013 |
| ---- | ---- | ---- | ---- | ---- | ---- | ---- | ---- | ---- |
| 482  | 414  | 359  | 322  | 283  | 223  | 189  | 179  | 152  |

| 2018 | 2022 | - | - | - | - | - | - | - |
| ---- | ---- | - | - | - | - | - | - | - |
| 155  | 157  | - | - | - | - | - | - | - |

## Culture locale et patrimoine

### Lieux et monuments
- La grotte des Fées, anciennement « le Cuze de li Fados », est un site paléolithique connu sous le nom de grotte de la Bade. Il s'agit d'un abri naturel dont la spéléogenèse relève des grottes de contact. Le toit de la cavité est formé d'une coulée basaltique tandis que le sol marneux plus tendre a été érodé. Le fond de l'abri est prolongé par une galerie de captage ouverte dans les marnes. La partie naturelle de la grotte a servi d'habitat préhistorique, plus précisément de campement à des chasseurs-cueilleurs de la fin du Magdalénien[20]. Elle aurait été également, selon la tradition, un lieu de refuge de saint Martin, évangélisateur du Cantal.
- À Espinasse, un village déserté au Moyen Âge offre quelques vestiges d'habitations (cases) et il subsiste la base d'une tour de guet.
- Autres vestiges de village déserté au Clos de Plume (L'Oùpillère).
- Un habitat circulaire à Invialars, première route à droite en sortant de Collandres en direction de Trizac-Valette.
- L'église Saint-Martin : massive et trapue, a été érigée sur l’emplacement d’un ancien poste de vigie qui surveillait la vallée de la Véronne.
- La cascade du pont d'Aptier.
- L'ancienne carrière de diatomite au Suc de Chadefaux a été fermée en 1994 du fait de son épuisement. Extraite par des galeries souterraines, la diatomite y était extrêmement pure avec la seule diatomée Cyclotella, de très haute qualité pour les filtrations[21].
- Présence de dizaines de tumulus (tombes du Ier siècle ap. J.-C.) sur l'ensemble du plateau de Collandres.
- Huttes en torchis en lisière du bois de Cournil (expérience télévisuelle : « Retour vers le Néolithique », été 2002).

#### Église Saint-Martin
Édifice d'époque romane, composé d'une nef unique avec un petit transept et terminée par un chœur en hémicycle. À l'avant, un clocher-porche a été ajouté probablement au XVIIIe siècle. Il s'agit d'une tour à base rectangulaire, à trois niveaux délimités par des moulures. Sur le chevet, deux colonnes engagées encadrent les deux fenêtres centrales. Leurs chapiteaux sont ornés de feuillages stylisés. Des modillons, ornés de têtes ou simplement moulurés, décorent la bordure du toit.
Le chœur (cad. AB 66) est inscrit aux Monuments historiques par arrêté du 28 décembre 1984.

### Personnalités liées à la commune
- Raoul Chavialle (1897-1991), médecin général né sur la commune.